# Les trois portes
Cele trei porți (în franceză: Les trois portes) este un roman SF al scriitorului belgian Philippe Ebly publicat în Franța în 1977.
Este primul roman dintr-o serie de nouă romane denumită Les évadés du temps. Următorul roman al seriei este Le voyageur de l'au-delà, 1978.

## Prezentare
În căutarea unui adăpost într-o noapte furtunoasă, doi tineri călători, Thierry și Didier se opresc lângă un han despre care se presupunea a fi neprietenos. Thierry îl minte pe proprietar, pretinzând că au rezervat o cameră. Înșelăciunea funcționează, spre surprinderea lui Didier. 
În dimineața următoare, înapoi pe drum, cei doi băieți și-au dat seama că nu mai sunt unde trebuie pe hartă și că reperele au dispărut. Nu mai există urme ale civilizației, dar abia pe la amurg îl întâlnesc pe Xhenn, un tip foarte mic. 
Xhenn le-a spus că au ajuns în țara Ganeom. Nu se vor mai întoarce niciodată acasă, decât dacă cineva îi escortează pe una dintre cele trei porți care îi poate duce înapoi în țara oamenilor.